# لوئیس کولیر
لوئیس کولیر (انگلیسی: Lois Collier; ۲۱ مارس ۱۹۱۹ – ۲۷ اکتبر ۱۹۹۹) یک هنرپیشه اهل ایالات متحده آمریکا بود. وی بین سال‌های ۱۹۳۸ تا ۱۹۵۸ میلادی فعالیت می‌کرد.
از فیلم‌ها یا برنامه‌های تلویزیونی که وی در آن نقش داشته است می‌توان به زن جنگل و یک شب در کازابلانکا اشاره کرد.